# Šibenik-bron
Šibenik-bron (kroatiska: Šibenski most) är en bro vid staden Šibenik i Kroatien. Den invigdes år 1966 och utgör en del av adriamagistralen. Bron korsar Šibenik-viken nordväst om Šibenik och har ett körfält åt vardera riktig. Den utgör en viktig lokal förbindelselänk och har sedan uppförandet avsevärt förkortat restiden mellan Šibenik och Vodice samt andra orter på var sida om viken.  
Vid den 40 meter höga bron organiseras bungyjump under sommarmånaderna.  

## Historik
Under det åtta dagar långa slaget om Šibenik år 1991, en del av det kroatiska självständighetskriget (1991–1995), utkämpades hårda strider vid bron mellan den då serbdominerade jugoslaviska folkarmén och kroatiska nationalgardet (föregångaren till Kroatiens armé). Trots ihärdiga försök lyckades de jugoslaviska armén inte inta bron vilket hade kunnat leda till att Šibenik och södra Dalmatien skars av och isolerades från övriga Kroatien.